# Ramsbury
Ramsbury är en ort och civil parish i Storbritannien.   Den ligger i grevskapet Wiltshire och riksdelen England, i den södra delen av landet, 100 km väster om huvudstaden London. Ramsbury ligger 121 meter över havet och antalet invånare är 1 574.
Terrängen runt Ramsbury är huvudsakligen platt. Ramsbury ligger nere i en dal. Runt Ramsbury är det ganska tätbefolkat, med 80 invånare per kvadratkilometer. Närmaste större samhälle är Swindon, 17,7 km nordväst om Ramsbury. Trakten runt Ramsbury består till största delen av jordbruksmark.